# 241e régiment d'infanterie

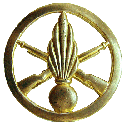
insigne de béret d'infanterie

Le 241e régiment d'infanterie (241e RI) est un régiment d'infanterie de l'Armée de terre française constitué en 1914 avec les bataillons de réserve du 41e régiment d'infanterie.
À la mobilisation, chaque régiment d'active créé un régiment de réserve dont le numéro est le sien plus 200.

## Création et différentes dénominations
- Août 1914 : 241e régiment d'infanterie
- Mai 1917 : Dissolution

## Chefs de corps
- Le 10 mai 1940 le régiment est commandé par le colonel De Chilly.

## Historique des garnisons, combats et batailles

### Première Guerre mondiale

#### Affectation
- 10e corps d'armée en août 1914
- 131e division d'infanterie de juillet 1915 à mai 1917

### Seconde Guerre mondiale
- [1] Division de série B, composée d'un grand nombre de réservistes, la 60e division d'infanterie est mise sur pied au cours de la première quinzaine de septembre 1939 dans la IV région militaire (Rennes, le Mans, Tours et Rochefort). Comprend le 241e RI, le 270e RI et le 271e RI Elle est commandée par le général de brigade De Montavilet, puis, à partir du 1er janvier 1940, par le général de brigade Deslaurens. le 16 octobre 1939, elle est rattachée au 16e corps et établit son PC à Esquelbecq. Elle occupe alors un secteur de front, face à la frontière Belge, entre les Moëres et Dunkerque. À la date du 10 mai 1940 le 241e RI est commandé par le colonel De Chilly, le 270e RI par le lieutenant-colonel Falleur et le 271e RI par le colonel Périer. Son unité de reconnaissance, le 68e GRDI est sous les ordres du commandant O'Mahony, son régiment d'artillerie, le 50e régiment d'artillerie divisionnaire est sous les ordres du lieutenant-colonel Joudan. En mai 1940, la 60e DI est loin d'être complète. Elle est déficitaire en cadres et en personnel ainsi qu'en armement individuel (mousquetons et revolvers). Son armement antichar n'est pas complet (il manque notamment dans les régiments), ses mortiers de 81 mm sont périmés et dépourvus d'appareil de pointage, son matériel auto est déficitaire et en mauvais état. La bataille du Nord, combats de Belgique et de la Hollande, percée de Sedan le 10 au 15 mai 1940. L'encerclement de la 1re armée et de la BEF (Corps expéditionnaire britannique|British Expeditionnary Force-BEF) le 16 au 22 mai 1940. Le 17 mai, les 3 régiments d'infanterie de la 60e Division sont en Hollande, le 241e RI est le long du Canal de l'Escault à droite du 270e RI de Vitré pendant que le 271e RI du Mans est pris dans une violente attaque de l'autre côté du canal dans les îles. Dans la soirée la 7e armée a entièrement évacué le territoire Belge. Seules la 60e Division (dont le 241e RI) et la 68e divisions d'infanterie, regroupées dans la région de Thourout et Bruges et formant le 16e corps d'armée du général Falgade restent sur place pour soutenir l'armée Belge. La 68e Division est rapidement envoyée sur Dunkerque. La 60e DI déjà amputée d'une bonne partie du 271e RI (fait prisonnier) doit donc se déployer derrière le canal.
- Le 241e RI et sa Division font barrage sur un secteur très large auprès des alliés Belges pendant que les Anglais se replient vers Dunkerque pour évacuer vers la mer. L'armée Belge capitule à son tour, la 60e Division qui se retrouve seule au Nord est sacrifiée, l'armée belge dépose le 241e RI (accompagné du 270e RI) sur l'Yser afin de faire barrage aux Allemands et permettre aux alliées de gagner du temps pour évacuer à Dunkerque dans l'opération Dynamo. Le 29 mai, les Allemands attaquent la ligne du 241e RI derrière le canal (Dixmude ainsi que plusieurs kilomètres de campagne vers l'est) et la majeure partie du régiment est faite prisonnière (29 soldats sont tués en 2 jours - nombreux sont blessés) mais les quelques rescapés se replieront vers Dunkerque sans pouvoir embarquer. Le 4 juin au matin les Allemands ont pris la ville. Alors que 338 000 soldats alliés ont réussi a s'échapper par la mer, le reste la 60e Division est sur la plage de Malo-les-bains.

## Drapeau
Il porte, brodées en lettres d'or dans ses plis, les inscriptions :
- Artois 1914
- Verdun 1916

Décorations décernées au régiment : aucune citation du régiment.